# 御代田公司

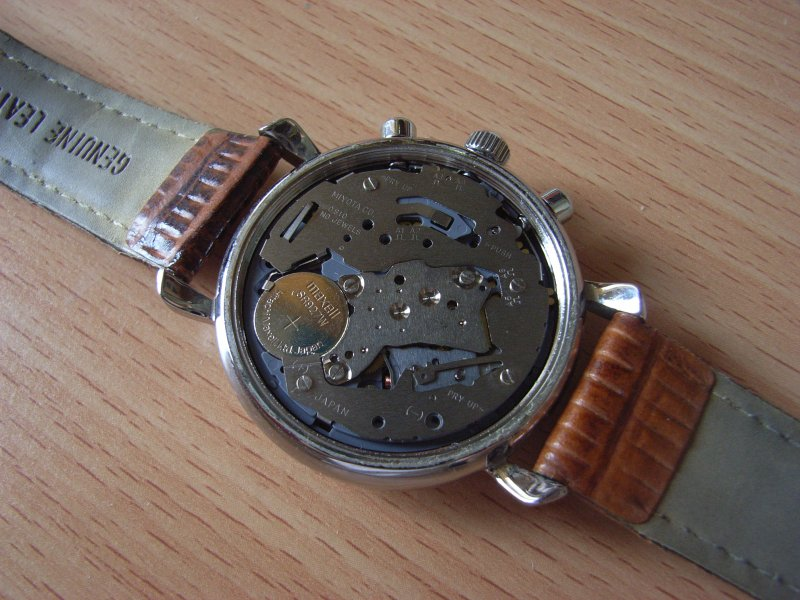
使用Miyota機芯的手錶

西铁城御代田公司（日语：シチズンミヨタ株式会社，英文：Citizen Miyota Co., Ltd.）是日本星辰錶旗下的空白機芯製造商，為世界最大的空白鐘錶製造廠之一。成立於1959年的长野县御代田町，本名為「御代田精密株式会社」（御代田精密株式会社）。1991年更名為「御代田股份公司」（日文则将汉字御代田转为其发音的片假名，因此也或音译为“美優達股份公司”）。
而在2005年，通過設備互換，成為星辰錶旗下的子公司，改為“西铁城御代田公司”，與此同時，其亦在日本股票自動報價市場中除名。2008年更名为西鉄城福泰克美優達株式会社，2015年彻底并入西铁城，称“西铁城精密器件株式会社”。但坊间仍常称西铁城御代田。
御代田主要的產品為石英或機械手錶機芯、石英晶體振盪器、LCD背光燈、CMOS感應器和微型LCD等產品。
現時御代田除了在日本的廠房如北御牧事業所外，其在中國廣州及梧州分別設立了廣州務冠電子有限公司及領冠電子（梧州）有限公司，從事御代田產品的生產。

## 外部連結
- Miyota於Citizen的網頁 （页面存档备份，存于）
- Miyota的網頁 （页面存档备份，存于）